# Miguel Ángel Longo
Miguel Ángel Longo (Buenos Aires, 25 marzo 1939 – Orbassano, 2 giugno 2001) è stato un calciatore e allenatore di calcio argentino, di ruolo difensore.

## Carriera

### Giocatore

#### Gli inizi, la Juventus e le prime stagioni al Cagliari
Nato a Buenos Aires, iniziò a giocare a calcio nel Temperley, prima di trasferirsi in Italia entrando a far parte delle giovanili della Juventus: entrò anche a far parte della prima squadra torinese nella stagione 1959-1960, ma non scese mai in campo.
Venne quindi ceduto al Cagliari, al tempo militante in Serie C: nella sua prima stagione fece registrare 23 presenze e nella seconda, nel 1961-1962, le partite giocate salirono a 32 con il suo primo gol con la maglia dei sardi, contribuendo così alla promozione della squadra in Serie B.
Nella sua terza stagione al Cagliari (prima nella serie cadetta) marcò 18 presenze ed una rete (prima in Serie B ed ultima di tutta la sua carriera), con la squadra che terminò al nono posto: nel 1963-1964 le sue presenze salirono a 33 e, anche grazie all'innesto di giocatori quali Ricciotti Greatti e Gigi Riva, il club conquistò il secondo posto e la promozione in Serie A per la prima volta nella sua storia.

#### Con il Cagliari in Serie A
Nella prima stagione nella massima serie il Cagliari raccolse nove punti in tutto in girone d'andata. Il riscatto arrivò nel girone di ritorno, con i sardi capaci di vincere 12 gare su 15 e terminare al sesto posto in classifica: in questa circostanza Longo raccolse 32 presenze, tutte come titolare.
Il 1965-1966 fu un anno di transizione per la squadra sarda, che si ritrovò a lottare per la salvezza, con il difensore argentino che marcò 29 presenze, seguite nell'annata successiva da altre 31 gare giocate.
Con i cagliaritani Longo ha anche una esperienza nel campionato nordamericano organizzato nel 1967 dalla United Soccer Association e riconosciuto dalla FIFA, in cui i sardi giocarono nelle vesti del Chicago Mustangs, ottenendo il terzo posto nella Western Division.
Nel 1967-1968 Longo fu protagonista di uno spiacevole incidente: nella partita Inter-Cagliari del 14 gennaio 1968 fu colpito all'occhio da una monetina, fatto che portò alla vittoria dei sardi a tavolino per 0-2. Il fatto ridusse le sue presenze da titolare, che scesero a 22 con i rossoblu che chiusero al settimo posto in campionato.
Nella stagione successiva Longo disputò ulteriori 22 gare, in quella che fu la sua ultima stagione con la maglia del Cagliari (che terminò al secondo posto) prima di essere ceduto all'Atalanta nell'operazione che portò Corrado Nastasio in Sardegna.

#### All'Atalanta e il ritiro dal calcio giocato
La stagione dei bergamaschi fu conclusa con un terzultimo posto e la conquista della salvezza solo grazie alla miglior differenza reti. Longo giocò comunque 32 partite da titolare senza segnare alcuna rete, prima di ritirarsi dal calcio all'età di 31 anni.

### Allenatore
Terminata la carriera da calciatore, l'argentino intraprese quella da allenatore, guidando prima il Pinerolo nel 1981-1982 e successivamente l'U.S. Giaveno (conosciuto ora come Lottogiaveno), che condusse in Prima Categoria dopo due promozioni consecutive.

## La morte
Morì il 2 giugno 2001 a Orbassano, per via di una malattia incurabile.

## Palmarès

### Giocatore

#### Competizioni nazionali
- Campionato italiano Serie C: 1

Cagliari: 1961-1962 (girone B)